# Włodzimierz Schmidt
Pour les articles homonymes, voir Schmidt.
Włodzimierz Schmidt est un joueur d'échecs polonais né le 10 avril 1943 à Poznań et mort le 1er avril 2023 dans la même ville.

## Biographie et carrière
Włodzimierz Schmidt obtint le titre de maître international en 1968 et celui de grand maître international en 1976.
Il gagna deux fois le mémorial Rubinstein à Polanica-Zdrój (en 1973 et 1981) et remporta le championnat de Pologne à sept reprises : en 1971, 1974, 1975, 1981, 1988, 1990 et 1994.
Włodzimierz Schmidt a représenté la Pologne lors de quatorze olympiades de 1962 à 1994 (la Pologne finit septième en 1980 et 1982) ainsi que lors de trois finales du championnat d'Europe par équipes (la Pologne termina quatrième en 1973).
Il est entraîneur senior de la FIDE depuis 2004.
Włodzimierz Schmidt meurt le 1er avril 2023 à Poznań.